# Petrella Tifernina
Petrella Tifernina – miejscowość i gmina we Włoszech, w regionie Molise, w prowincji Campobasso.
Według danych na rok 2004 gminę zamieszkiwało 1306 osób, 50,2 os./km².